# Elektrische Telegrafenlinie Bremen–Bremerhaven
Die 1847 in Betrieb genommene elektrische Telegrafenlinie Bremen–Bremerhaven war die erste längere elektrische Telegrafenverbindung Deutschlands.  Sie verband über eine Länge von 65 km die Städte Bremen und Bremerhaven.

## Vorgeschichte
Nachdem Anfang des 19. Jahrhunderts mit verschiedenen Techniken zur Übermittlung von Nachrichten mittels Elektrizität experimentiert worden war, richteten Carl Friedrich Gauß und Wilhelm Weber 1833 in Göttingen die weltweit erste, gut einen Kilometer lange telegrafische Verbindung zwischen dem physikalischen Institut und der Sternwarte ein, die sie zur Übertragung astronomischer Daten nutzten. Gauß, der bereits die Anwendung über weite Strecken voraussah, berichtete davon im November 1833 seinem Freund Heinrich Wilhelm Olbers in Bremen:

„Diese Art zu telegraphieren hat das Angenehme, daß sie von Wind und Wetter ganz unabhängig ist. Jeder, der das Zeichen gibt und der dasselbe empfängt, bleibt in seinem Zimmer, wenn er will bei verschlossenen Fensterläden. Ich bin überzeugt, dass unter Anwendung von hinlänglich starken Drähten auf diese Weise auf einen Schlag von Göttingen nach Hannover und von Hannover nach Bremen telegraphiert werden könnte.“

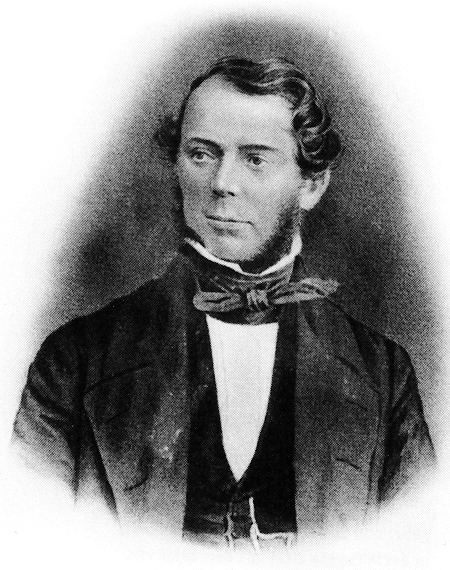
Johann Wilhelm Wendt im Jahr 1845

Eine erste kommerzielle elektrische Telegrafenverbindung mit einer Länge von 21 km wurde am 9. April 1839 für die Great Western Railway Eisenbahngesellschaft zwischen Paddington Station (London) und West Drayton von Charles Wheatstone und William Fothergill Cooke eingerichtete. 1843 besichtigte der Bremer Kapitän und Kaufmann Johann Wilhelm Wendt die inzwischen nach Slough verlängerte Telegrafenlinie und begann mit Überlegungen, diese Technik auch in Deutschland zum Einsatz bringen.
Die 1838 eingerichtete Telegrafenlinie zwischen Hamburg und Cuxhaven war ein Optischer Telegraf.

## Bau und Betrieb der Linie

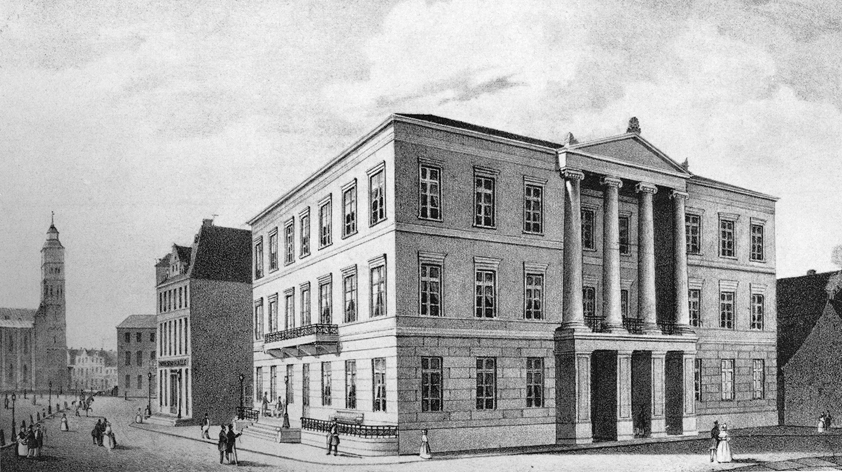
Das Museum am Domshof nach dem Umbau durch Jacob Ephraim Polzin im Jahr 1838

Zusammen mit dem Uhrmacher und Mechaniker Friedrich Heinrich Brüggemann baute Wendt 1844 zunächst einen Zweinadeltelegrafen und richtete zu Vorführzwecken eine Kurzstreckenverbindung zwischen zwei Zimmern des Hauses der Gesellschaft Museum – dem Museum am Domshof – ein. Während sich die Mitglieder der gelehrten Gesellschaften und die bremische Kaufmannschaft sehr interessiert an dieser technischen Neuerung zeigten, berichtete die Presse zurückhaltend über die elektrische Telegrafie:

„Möglich, daß es dem strebende Menschengeiste noch einmal gelingt, dem Luftballon, der electromagnetischen Maschine und dem auf gleichen Pricipien beruhenden Telegraphen eine allgemein practische Anwendung zu sichern, vorläufig wird der gesunde Menschenverstand noch recht behalten, wenn er sich mit der Dampfmaschine und dem Signaltelegraphen, mit Locomotiven, Fuhrwerken und Schiffen begnügt.“

Ungeachtet dieser Zweifel, bildete sich unter dem Vorsitz von Senator Justin Friedrich Wilhelm Iken (1785–1866) ein Konsortium, das die Planungen für eine elektrische Telegrafenlinie zwischen Bremerhaven und Bremen vorantrieb und Geld für ein solches Unternehmen sammelte. Die Bedeutung einer solchen schnellen und wetterunabhängigen Verbindung beider Städte – vor allem zum Zwecke der Übermittlung der für die Kaufmannschaft wichtigen Schiffsankünfte – hob Iken 1845 in einem Schreiben an den Senat hervor:

„[Der Telegraph würde] dem bisherigen Bedürfniß einer ununterbrochenen Communication vollständig entsprechen, ja für Bremens Handel und Schiffahrt die überraschendsten Resultate zur Folge haben.“

1846 gründeten die Mitglieder des Konsortiums die Aktiengesellschaft Bremer Telegraphen-Verein mit 64 Anteilen zu je 250 Talern. Nachdem die Gesellschaft vom Bremer Senat und der Regierung des Königreichs Hannover eine Konzession zur Anlage eines elektromagnetischen Telegraphen zwischen Bremen und Bremerhaven erhalten hatte, begann der Bau der 65 km langen Strecke. Die Drähte wurden porzellanisoliert auf 5 Meter hohen, weiß gestrichenen Pfosten verlegt, die Strecke führte ausgehend vom Museum in Bremen über Lesum, Hagen und Geestendorf nach Bremerhaven  Die Doppelnadeltelegrafen erforderten zwei Stromkreise, da die Erde als Rückleitung diente, waren nur zwei Leitungen nötig. Der Telegrafist bediente am Sendegerät zwei Klinken, deren Bewegung entsprechende Ausschläge der Magnetnadel am Empfängergerät bewirkten. Richtung, Anzahl und Dauer der kombinierten Signale bildeten einen Buchstabencode. Als Stromquelle dienten Platin-Zink-Batterien. Im November 1846 wurde die Linie fertiggestellt und das erste Telegramm von Bremen nach Bremerhaven mit folgendem Wortlaut übertragen:

„Möge diese telegraphische Anlage sich zum allgemeinen Nutzen stets bewähren, der guten Nachrichten viel, der schlimmen so wenig als möglich bringen, und so zu Bremens Flor und Gedeihen mitwirken und beitragen helfen.“

Am 1. Januar 1847 ging die Linie offiziell in Betrieb – kurioserweise nahezu zeitgleich mit der von Johann Ludwig Schmidt eingerichteten optischen Telegrafenlinie Bremen–Bremerhaven, die angesichts der Konkurrenz bald ihren Betrieb einstellen musste. Der elektrische Telegraf war durchgehend von 7:00 Uhr morgens bis 9:00 Uhr abends in Betrieb, für dringende Meldungen gab es einen Nachtdienst. Mitglieder der Bremer Börse, Reeder und Kaufleute bekamen die Nachrichten gegen Zahlung einer Gebühr direkt zugestellt, darüber hinaus wurden sie im Lesesaal ausgelegt. Bereits im ersten Jahr wurden so 6802 Schiffsmeldungen und 3944 sonstige Nachrichten übermittelt, was der Aktiengesellschaft in kurzer Zeit eine hohe Rendite bescherte. 
Die Öffentlichkeit stand dieser Neuerung zunächst noch skeptisch gegenüber – so befürchtete man zum Beispiel, dass die Freileitungen Gewitter auslösen könnten –, doch bald schon lockte das Telegraphenbureau täglich eine Vielzahl von Neugierigen an, die sich bereits morgens im Museum einstellten, um die eingehenden Meldungen zu lesen und zu diskutierten. Dies führte zu einem „Medienskandal“ als ein Redakteur der Weser-Zeitung die eingehenden (vertraulichen) Nachrichten abschrieb und veröffentlichte, woraufhin ein Verbot zur öffentlich Verbreitung der Meldungen erteilt wurde.
1849 ersetzte man, nachdem man auch den Buchstabentelegrafen des Leipziger Mechanikers Emil Stöhrer erprobt, aber nicht eingesetzt hatte, die Sende- und Empfangsgeräte durch solche des Systems Morse. Bereits 1850 hatte sich das deutsche Telegrafennetz derartig ausgebreitet, dass Bremen mit Hamburg, Berlin, Dresden, Frankfurt und Köln verbunden war.
1855 kündigte die Gesellschaft Museum den Vertrag mit Betreibergesellschaft der Linie und delegierte die Aufgabe des Betriebs der Station an die Handelskammer.
35 Jahre blieb die Telegrafenleitung unangefochten das schnellste Nachrichtenmedium der Region. 1882 wurde im neuen Bremer Postgebäude eine Vermittlungsstelle für Telefonie eingerichtet. Auch die Verbindung Bremen–Bremerhaven war wieder fortschrittlich: Bei ihrer Inbetriebnahme am 15. Oktober 1883 war sie die längste Telefonleitung Deutschlands.